# О’Доннел, Конн Ог
Конн Ог О’Доннелл (англ. Conn Oge O'Donnell; ? — 1601) — ирландский дворянин из рода О’Доннелл в графстве Донегол.

## Биография
Младший сын Конна О’Доннелла (? — 1583) и Розы О’Нил, внук Калваха О’Доннела (? — 1566), короля Тирконнелла в Северной Ирландии (1555—1566). Старшие братья — Нил Гарв, Хью Бой и, Донал.
В течение 1580-х годов Конн поддерживал безуспешные притязания своего старшего брата Нила Гарва О’Доннелла на титул вождя клана О’Доннелл. После того как первоначально поддержал своего соперника и двоюродного брата лорда Тирконнелла Хью Роэ О’Доннелла и его союзника, Хью О’Нила, графа Тирона, в Девятилетней войны Нилл О’Доннелл перешел на сторону английской короны в 1600 году, поддержав английскую армию, в частности экспедицию, высадившуюся под командованием сэра Генри Доквры около Дерри. Конн и два других брата, Хью Бой и Донал, также дезертировали, приведя с собой, по некоторым оценкам, до тысячи воинов. Братья помогали англичанам захватить Лиффорд, ключевой оплот О’Доннеллов, к негодованию Хью Роэ, который в отместку убил маленького сына Нила Гарва (и племянника Конна).
Конн О’Доннелл играл активную роль в борьбе против Хью Роэ, особенно во время осады Донегола в 1601 году. Это был длительный и упорный конфликт, в ходе которого Донегольское аббатство было разрушено взрывом бочек с порохом, которые хранились там же. В ходе боев Конн был смертельно ранен. Хотя до сих пор он поддерживал своего старшего брата Нила, сам по себе он был подходящим кандидатом на пост вождя клана О’Доннелл.